# Catalina de Jesús
Catalina Godínez de Sandoval, en la vida conventual Catalina de Jesús (Beas, actual provincia de Jaén, 1540 - Beas, 24 de febrero de 1586), fue una religiosa española, carmelita descalza, promotora de la fundación del convento de Beas y de la fundación del convento de Sabiote (Jaén).
Hija de Sancho Rodríguez de Sandoval y de Catalina Godínez Fernández de la Saeta y Viedma, de la casa Tamamés. De pequeña fue llevada al convento de las clarisas de Beas y estuvo a su cuidado su tía hasta que falleció, allí tuvo la oportunidad de aprender a leer y escribir